# 小行星3799
小行星3799（英語：3799 Novgorod）是一颗围绕太阳公转的小行星。1979年9月22日，尼古拉·切爾尼赫在克里米亚发现了此天体。
这颗小行星的绝对星等为95.03692等。